# Hynobius fucus
Hynobius fucus – gatunek płaza ogoniastego z rodziny kątozębnych (Hynobiidae).

## Taksonomia
Takson został opisany w 2008 roku. Holotyp NTNUB 201742 znaleziony został we wrześniu 1993 roku w powiecie Xinzhu na Tajwanie, na wysokości 1522 m n.p.m. Jest taksonem siostrzanym w stosunku do ((Hynobius sonani + Hynobius arisanensis) + Hynobius glacialis) + Hynobius formosanus.

## Występowanie
Gatunek występuje w środkowej i północnej części gór Xueshan na Tajwanie na wysokości 1300–1720 m n.p.m. Zamieszkuje zacienione dno wilgotnego lasu, wzdłuż górskich potoków. Odpoczywa pod gnijącym drewnem lub pod kamieniami.

## Morfologia
Mały, krępy płaz o krótkich kończynach. Długość ciała wynosi 48,1–54,8 mm. Krótki, gruby, bocznie spłaszczony ogon długości 26–34 mm. Oczy wypukłe. W szczęce górnej znajduje się 40–61 zębów (w kształcie litery V) natomiast w dolnej 45–57. Wszystkie kończyny zakończone są czterema palcami. Grzbiet jest koloru ciemnobrązowego z białymi plamami, brzuch jaśniejszy. Na głowie występują białe smugi, szczególnie nad górnymi powiekami. Posiada 11 bruzd żebra (łac. sulcus costae).

## Status zagrożenia
W Czerwonej księdze gatunków zagrożonych Międzynarodowej Unii Ochrony Przyrody (IUCN) płaz ten klasyfikowany jest jako gatunek bliski zagrożenia (NT, ang. Near Threatened).